# Tyler George
Tyler George (Duluth, 6 de octubre de 1982) es un deportista estadounidense que compite en curling.
Participó en los Juegos Olímpicos de Pyeongchang 2018, obteniendo una medalla de oro en la prueba masculina. Ganó una medalla de bronce en el Campeonato Mundial de Curling Masculino de 2016.

## Palmarés internacional
| Juegos Olímpicos   | Juegos Olímpicos            | Juegos Olímpicos  | Juegos Olímpicos |
| Año                | Lugar                       | Medalla           | Prueba           |
| ------------------ | --------------------------- | ----------------- | ---------------- |
| 2018               | Pyeongchang (Corea del Sur) | Medalla de oro    | Equipo           |
| Campeonato Mundial |                             |                   |                  |
| Año                | Lugar                       | Medalla           | Prueba           |
| 2016               | Basilea (Suiza)             | Medalla de bronce | Equipo           |